# 조창손
조창손(曺昌孫, 1929년 8월 29일 ~ )은 대한민국의 비전향 장기수이다.

## 생애
황해도 장연군 후남면(현 태탄군)에서 태어났다. 아버지가 일찍 사망하면서 반신불수인 홀어머니가 혼자 가계를 꾸려나가느라 생활이 어려웠다. 조창손은 어릴 때 친척 집으로 보내져 과수원 일을 도와주며 자랐다. 정식 학교는 다닐 수 없었고 야학을 통해 중학교 과정까지 마쳤다.
몽금포에서 친척의 어업을 도와주던 중 이 지역에 소군정이 실시되면서 사회주의 사상을 알게 되었고 김일성이 청년 조직으로 결성한 북조선민주청년동맹 조직에 1947년에 가입하여 조직 생활을 시작했다. 1950년 한국 전쟁이 발발하자 그해 8월 조선인민군에 입대했다.
1956년 제대한 뒤 부포 수산사업소에서 황해의 어선을 지키는 보위성원으로 근무하던 중 기관 기술을 배워 선박 기관장으로 전업했다. 1959년 조선로동당의 소환으로 강원도 고성군에서 남파 공작원 수송을 담당하게 되었다. 1962년 울진군에서 공작원과 접선을 시도하던 중 발각되어 산으로 도망쳤다가 체포되었다.
1963년 무기징역형을 선고 받았다. 1970년대 고문을 동반한 전향 강요가 있었으나 전향하지 않았다. 1991년 집행 정지로 풀려날 때까지 29년 8개월 동안 수감 생활을 했다. 출소 직후에는 대한민국에 연고가 없는 김석형과 함께 요양소에 있다가, 주차장 안내, 건물 경비 등으로 일하면서 소일했다. 2000년 6·15 남북 공동선언에 의해 조선민주주의인민공화국으로 송환되었다.
또다른 비전향 장기수 장병락은 조창손이 탄 배의 기관장이었다. 두 사람은 함께 붙잡혔다가 장기간 수감 생활을 하였으며, 송환 대상에도 함께 포함되었다.

## 예술 작품
비전향 장기수를 소재로 한 다큐멘터리 영화 《송환》의 실질적인 주인공이다. 이 영화의 감독 김동원은 조창손과 김석형을 만난 것이 계기가 되어 《송환》을 찍게 되었다. 영화 속의 조창손은 눈물이 많고 정도 많은 성품이다. 김동원은 촬영 중 조창손의 인간미로 인해 영화의 초점이 차츰 조창손 쪽으로 이동되었다고 밝혔다.
조선민주주의인민공화국에서는 조창손을 주인공으로 한 장편 소설 《꺼지지 않는 불》이 창작되었다.

## 같이 보기
- 송환

## 참고자료
- 김선명 외 6인 (2000년 8월 1일). 〈조창손 - 통일의 물꼬를 트는 따뜻한 가슴〉. 《0.75평 지상에서 가장 작은 내방 하나》. 서울: 창. ISBN 89-7453-074-0.